# Staehelina fruticosa

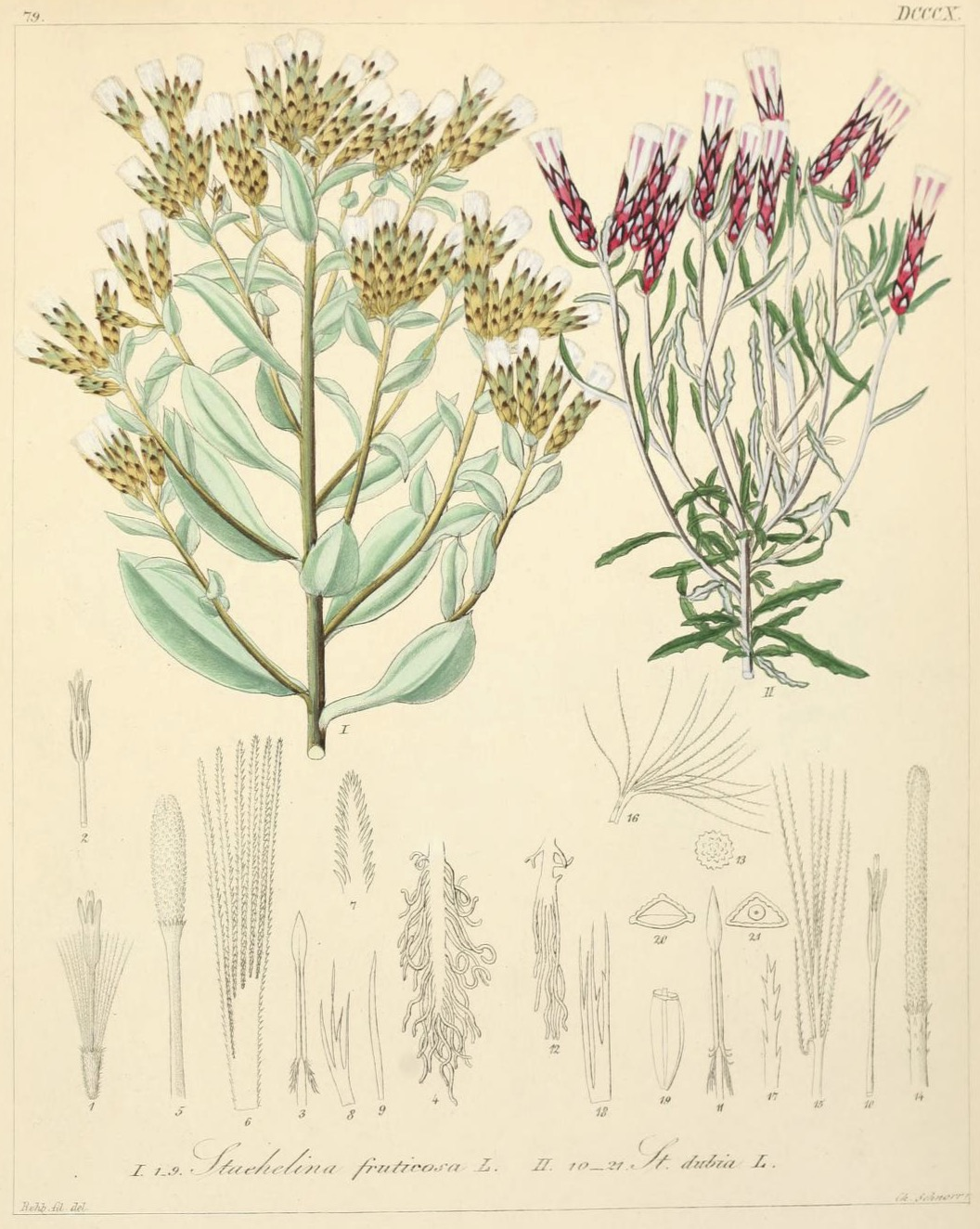
Illustration von Staehelina fruticosa (links im Bild) aus der Florae Germanicae et Helveticae (1853)

Staehelina fruticosa ist eine Pflanzenart aus der Gattung Staehelina in der Familie der Korbblütler (Asteraceae). Nach Euro+Med ist sie besser als Hirtellina fruticosa (L.) Dittrich in die Gattung Hirtellina zu stellen.
Der Gattungsname Staehelina ehrt den Schweizer Arzt und Naturwissenschaftler Benedict Staehelin (Benedikt Stähelin) (1695–1750).

## Merkmale
Staehelina fruticosa ist ein Strauch, der Wuchshöhen von 50 bis 150 Zentimetern erreicht. Die Blätter sind 35 bis 55 Millimeter lang, länglich-spatelig oder lanzettlich, stachelspitzig, kahl, drüsig und beidseitig blaugrün. Die Blütenhülle ist länglich-zylindrisch und 15 bis 20 Millimeter groß. Die Krone ist weißlich. Der Fruchtknoten und die Früchte sind weißzottig und 5 bis 6 Millimeter groß. Der Pappus ist 10 bis 12 Millimeter groß.
Die Blütezeit reicht von September bis November.
Die Chromosomenzahl beträgt 2n = 34.

## Vorkommen
Staehelina fruticosa kommt in der Kardägäis vor. Die Art wächst in Kalkfelsspalten. Auf Kreta ist sie in Höhenlagen von 0 bis 2000 Metern zu finden.

## Belege
1. 1 2 3 4  Ralf Jahn, Peter Schönfelder: Exkursionsflora für Kreta. Mit Beiträgen von Alfred Mayer und Martin Scheuerer. Eugen Ulmer, Stuttgart (Hohenheim) 1995, ISBN 3-8001-3478-0, S. 321.
2. ↑  Werner Greuter (2006+): Compositae (pro parte majore). – In: W. Greuter & E. von Raab-Straube (Hrsg.): Compositae. Euro+Med Plantbase - the information resource for Euro-Mediterranean plant diversity.
Datenblatt Hirtellina fruticosa In: Euro+Med Plantbase - the information resource for Euro-Mediterranean plant diversity.
3. ↑  Lotte Burkhardt: Verzeichnis eponymischer Pflanzennamen – Erweiterte Edition. Teil I und II. Botanic Garden and Botanical Museum Berlin, Freie Universität Berlin, Berlin 2018, ISBN 978-3-946292-26-5, doi:10.3372/epolist2018.
4. ↑   Tropicos.